# قومية فينيقية

خريطة فينيقيا.

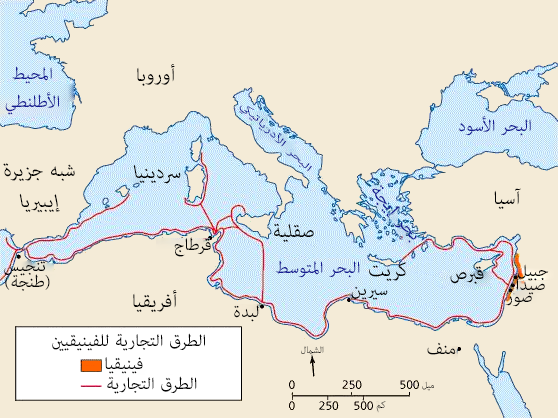
خريطة فينيقيا وطرق التجارة المتوسطية.

القومية الفينيقية هي شكل من أشكال القومية اللبنانية التي تبناها أولاً المسيحيون اللبنانيون، وخاصة الموارنة، في وقت إنشاء لبنان الكبير. إنه يشكل تماهيًا بين اللبنانيين والفينيقيين القدماء.

## موضع
يعرّف المؤيدون أن أرض لبنان كانت مأهولة بالسكان دون انقطاع منذ العصور الفينيقية، وأن السكان الحاليين ينحدرون من السكان الأصليين، مع بعض الاختلاط بسبب الهجرة على مر القرون. وهم يجادلون بأن التعريب يمثل مجرد تحول إلى اللغة العربية باعتبارها اللغة العامية للشعب اللبناني، وأنه، حسب رأيهم، لم يحدث أي تحول فعلي في الهوية العرقية، ناهيك عن أصول الأجداد. في ضوء هذا "الجدل القديم حول الهوية"،  يفضل بعض اللبنانيين رؤية لبنان والثقافة اللبنانية وأنفسهم كجزء من حضارة "البحر المتوسط" و"الكنعانية"، في تنازل عن طبقات تراث لبنان المختلفة، كلاهما أصلي، أجنبية غير عربية وعربية. يعتبر البعض مخاطبة جميع اللبنانيين كعرب غير حساسين إلى حد ما ويفضلون تسميتهم لبنانيين كعلامة على احترام ماضي لبنان الطويل غير العربي.

## لغة

التوزيع الجغرافي للهجات المعطوفة على العربية

### اللغة العربية
تعتبر اللغة العربية موجودة في أشكال متعددة: اللغة العربية الرسمية، والمعروفة باسم اللغة العربية الفصحى الحديثة (تجسيد حديث للقرآن أو العربية الفصحى)، والتي تستخدم في الوثائق المكتوبة والسياقات الرسمية؛ والمتغيرات اللهجة، التي يبلغ عددها حوالي ثلاثين شكلاً من أشكال الكلام العامية، تُستخدم في السياقات اليومية، وتتفاوت على نطاق واسع من بلد إلى آخر. يُطلق على اللغة التي يتم التحدث بها في لبنان «اللغة اللبنانية» أو ببساطة «اللبنانية»، وهي نوع من العربية المشرقية، والتي تُصنَّف، جنبًا إلى جنب مع لغة بلاد ما بين النهرين العربية، على أنها نوع من العربية الشمالية.
تكمن نقطة الخلاف بين القوميين الفينيقيين وخصومهم في ما إذا كانت الاختلافات بين الأصناف العربية كافية لاعتبارها لغات منفصلة. استشهد السابق البروفيسور ويلر ثاكستون من جامعة هارفارد: «اللغات التي يكبر ’العرب‘ وهم يتحدثون بها في المنزل، تختلف عن بعضها البعض وعن اللغة العربية نفسها، مثلما تختلف اللاتينية عن الإنجليزية».
هناك نقص في الإجماع على التمييز بين الأصناف اللغوية مثل اللغات واللهجات. المصطلح المحايد في علم اللغة هو «التنوع اللغوي» (المعروف أيضًا باسم «المحاضرة»)، والذي يمكن أن يكون أي شيء من لغة أو مجموعة من اللغات إلى لهجة أو سلسلة متصلة من اللهجات، وما وراء ذلك. المعيار الأكثر شيوعًا والأكثر لغويًا بحتًا هو معيار الوضوح المتبادل: يُقال إن نوعين من اللهجات من نفس اللغة إذا كان المتكلم لنوع واحد يمنح المعرفة الكافية لفهم وفهم المتحدث الآخر؛ خلاف ذلك، يقال أنها لغات مختلفة. وفقًا لهذا المعيار، يعتبر العلماء اللغويون بالفعل أن التنوع المعروف باسم اللغة العربية ليس لغة واحدة بل عائلة من عدة لغات، ولكل منها لهجاتها الخاصة. لأسباب سياسية، من الشائع في العالم ناطق العربية (المعروف أيضًا باسم العالم العربي أو العربوفوني) للمتحدثين من مختلف الأنواع العربية التأكيد على أنهم جميعًا يتحدثون لغة واحدة، على الرغم من القضايا الهامة المتعلقة بعدم الفهم المتبادل بين اللهجات المنطوقة المختلفة.

### اللغة الآرامية
لما يقرب من ألف عام قبل انتشار الغزوات العربية الإسلامية في القرن 7 بعد المسيح، كانت الآرامية هي اللغة المشتركة واللغة الرئيسية المنطوقة في الهلال الخصيب. بين الموارنة، تقليديًا، كانت الآرامية الغربية هي اللغة المنطوقة حتى القرن 17، عندما حلت اللغة العربية محلها، بينما ظلت السريانية الكلاسيكية مستخدمة فقط للأغراض ليتورجية، كلغة مقدسة (تُعتبر كذلك في اليهودية، جنبًا إلى جنب مع العبرية).
اليوم الغالبية العظمى من الناس في لبنان يتحدثون العربية اللبنانية كلغة أولى. في الآونة الأخيرة، تم بذل بعض الجهود لإعادة تنشيط الآرامية الغربية الجديدة كلغة يتم التحدث بها يوميًا في بعض المجتمعات اللبنانية العرقية. أيضًا، لدى النوع الحديث للآرامية الشرقية ما يقدر بـ 2 إلى 5 ملايين متحدث، لا سيما بين الآشوريين،  جماعة مسيحية إثنية دينية تتعلق لكن تتميز عن الموارنة من لبنان.

## علم الوراثة
وفقًا للدراسات الجينية التي أجريت على الجماهير اللبنانية، فإن اللبنانيين يتشاركون أكثر من 90٪ من تركيبتهم الجينية مع الكنعانيين القدماء. الكنعاني هو اسم آخر للفينيقيين؛ في الواقع، الفينيقي، المشتق من اليونانية "Phoínikes"، هو الاسم الذي أطلقه الإغريق القدماء على الكنعانيين (على الرغم من وجود أصول أخرى لإسم فينيقيا يرتبط بلغة الفينيقيين).

## دين

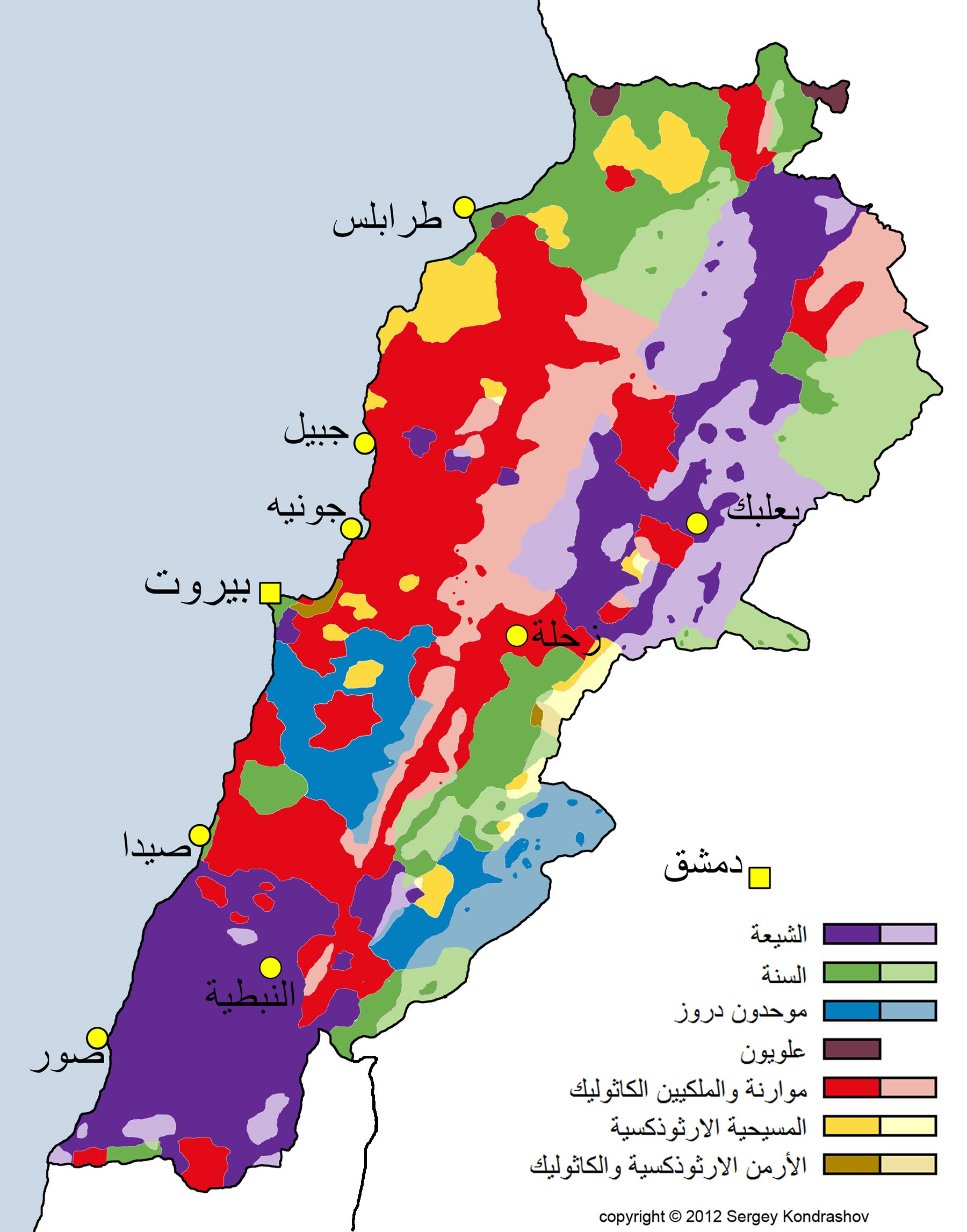
توزيع الطوائف الدينية اللبنانية المختلفة حسب الانتخابات البلدية عام 2009

يشير مؤيدو الاستمرارية الفينيقية بين المسيحيين الموارنة إلى أن الهوية الفينيقية، بما في ذلك عبادة الآلهة الفينيقية ما قبل المسيحية مثل بعل وإيل وعشتروت وأدون كانت لا تزال قائمة حتى منتصف القرن 6 بعد ميلاد المسيح في فينيقيا الرومانية، ولم تكن موجودة إلا بشكل تدريجي. حلت محلها المسيحية خلال القرنين 4 و5، حيث اعتنق العديد من الفينيقيين الديانة المسيحية على يد مبشرين ونساك، وأكبر دليل على هذا تبشير إبراهيم القورشي في شمال لبنان للفينيقيين. علاوة على ذلك، كل هذا حدث قبل قرون من الغزو العربي الإسلامي.
بسبب مدى تشابك الهويات الدينية والعرقية في لبنان، فإن القومية الفينيقية شائعة بشكل خاص بين أولئك اللبنانيين الذين يلتزمون بالمسيحية، والذين يتعاطفون أكثر مع تاريخ وثقافة وحضارة ما قبل الإسلام. ومع ذلك، وجدت القومية الفينيقية طريقها منتشرةً في جميع أنحاء لبنان منذ نشأتها عبر جميع الطوائف، مسيحيين ومسلمين.

## التمثيل في الحكومة
من بين الأحزاب السياسية التي تدعم القومية الفينيقية حزب الكتائب، وهو حزب وطني لبناني في تحالف 14 آذار. وهو حزب علمانية رسميًا، لكن ناخبيها مسيحيون بالدرجة الأولى. الأحزاب السياسية الأخرى التي تزعم القومية الفينيقية تشمل الحزب الوطنيين الاحرار والقوات اللبنانية.
يميل عدد كبير من المنتمين للتيار الوطني الحر إلى هذه القومية خاصةً أولئك الذين كانوا ينتمون إلى الفكر اليميني وانتسبوا للتيار، وهناك العديد من الأعضاء الفاعلين وأركان التيار الوطني الحر أكانوا نواب، وزراء، أو أعضاء معروفين يعبرون عن انتمائهم لهذا الفكر والقومية علنًا بلا يخجلون كالنائب زياد أسود والدكتور ناجي الحايك... حتى أن مؤسس التيار بذاته، ميشال عون، كان له رأيه المؤيد لهذه النزعة؛ لا بل كان أحد الأصدقاء المقربين للفيلسوف سعيد عقل الذي جاهر بأفكاره المتطرفة عن القومية الفينيقية للبنان حتى طلب من ميشال عون رفع شعار «يا شعب لبنان العظيم!» مفتتحًا كل خطاباته، إذ كان رمز هذا الشعار الذي اقترحه سعيد عقل لميشال عون آنذاك دليل تفوق الحضارة والشعب الفينيقي واللبناني على بقية الشعوب الأخرى. وظل ميشال عون متمسكًا بهذا الشعار ورمزيته طيلته حياته السياسية وحتى بعد وصوله إلى سدة رئاسة الجمهورية.

## اختلاف الآراء والنقد

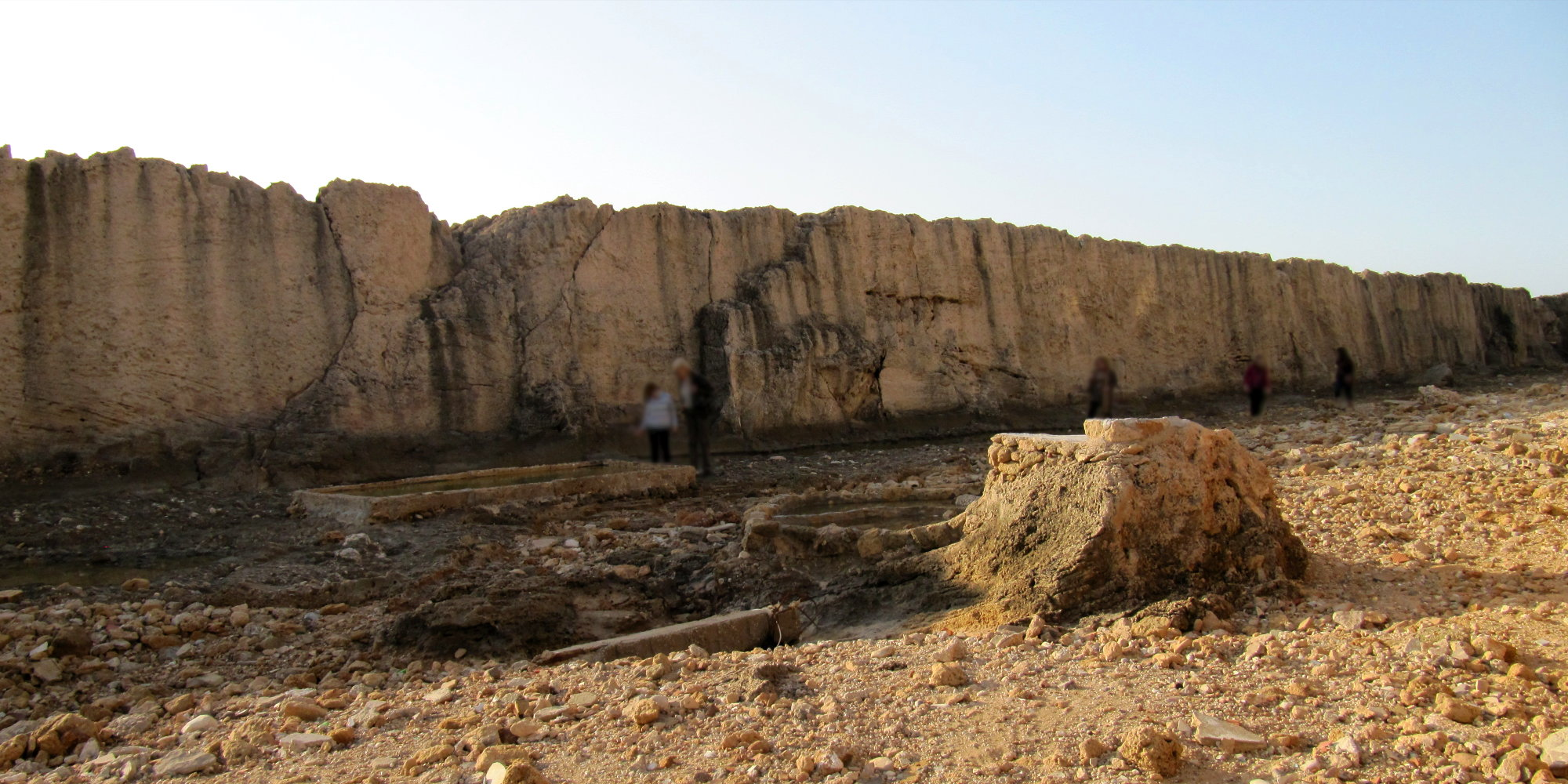
المواقع الفينيقية في شمال لبنان، البترون.

صاغ الأستاذ الجامعي الهولندي ليونارد سي بيجل، في كتابه الصادر عام 1972 الأقليات في الشرق الأوسط: أهميتها كعامل سياسي في العالم العربي، مصطلح الشعوبية الجديدة لتسمية المحاولات الحديثة للقوميات غير العربية البديلة (رافضة العروبة والقومية العربية) في الشرق الأوسط، على سبيل المثال القومية الآرامية، القومية الآشورية، القومية السورية الكبرى، القومية الكردية، القومية البربرية، القومية الفرعونية، والقومية الفينيقية.
يقول المؤرخ كمال صليبي، وهو لبناني پروتستانتي مسيحي: «بين فينيقيا القديمة ولبنان في العصور الوسطى والحديثة، يصعب ايجاد ارتباط تاريخي يمكن إثباته».
يتجلى المعنى الأول للهوية اللبنانية الحديثة في كتابات المؤرخين في أوائل القرن 19، عندما برزت هوية لبنانية في ظل الإمارة الشهابية «منفصلةً ومتميزةً عن بقية سوريا، جاعلة الموارنة والدروز، ومعهم طوائفهم المسيحية والمسلمة تحت حكومة واحدة». أول تاريخ متماسك لجبل لبنان كتبه طنوس الشدياق (توفي عام 1861) الذي صور البلاد على أنها رابطة إقطاعية من الموارنة، الدروز، الملكيين، السنة، والشيعة تحت قيادة إمارة آل معن الدرزية وبعدها إمارة آل شهاب السنة الذين اعتقنوا المارونية. «معظم المسيحيين اللبنانيين، حريصين على التنصل من العروبة والاتصالات الإسلامية، سرورهم أن يقال أن بلدهم كان الوريث الشرعي للتقليد الفينيقي» يلاحظ كمال صليبي، ما يوضح سبب الكتّاب المسيحيين مثل شارل قرم (توفي 1963) ومعه الكتابة بالفرنسية، وسعيد عقل الذي حث على التخلي عن اللغة العربية الأدبية مع نصها، وحاول الكتابة باللغة اللبنانية العامية باستخدام الأبجدية الرومانية.
تمتلك الأصول الفينيقية جاذبية إضافية للطبقة الوسطى المسيحية، حيث أنها تقدم الفينيقيين كتجار، والمهاجر اللبناني كمغامر فينيقي معاصر، بينما بالنسبة لبعض السنة، كان الأمر مجرد حجب للطموحات الإمپريالية الفرنسية، بهدف تقويض العروبة.
يعتقد النقاد أن القومية الفينيقية هي أسطورة الأصل تتجاهل التأثير الثقافي واللغوي على اللبنانيين. وينسبون القومية الفينيقية إلى التأثيرات الطائفية على الثقافة اللبنانية ومحاولة الموارنة اللبنانيين النأي بأنفسهم عن الثقافة والتقاليد العربية.

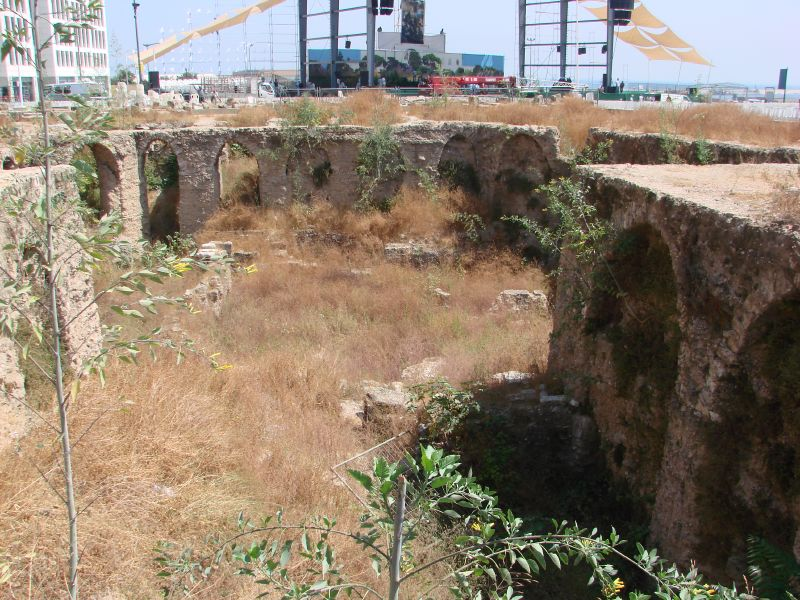
المواقع الفينيقية في وسط بيروت.

## روابط خارجية
- ناشيونال جيوغرافيك: «من كانوا الفينيقيين؟» نسخة محفوظة 26 مارس 2008 على موقع واي باك مشين.
- ناشيونال جيوغرافيك : «في أعقاب الفينيقيين: دراسة الحمض النووي تكشف عن ارتباط فينيقي-مالطي» نسخة محفوظة 17 فبراير 2018 على موقع واي باك مشين.